# NGC 1051
NGC 1051 је спирална галаксија у сазвежђу Кит која се налази на NGC листи објеката дубоког неба.
Деклинација објекта је - 6° 56' 8" а ректасцензија 2h 41m 2,2s. Привидна величина (магнитуда) објекта NGC 1051 износи 12,8 а фотографска магнитуда 13,4. Налази се на удаљености од 15,9000 милиона парсека од Сунца. NGC 1051 је још познат и под ознакама NGC 961, IC 249, MCG -1-7-33, UGCA 40, PGC 10172.